# Evaristo Barrio
Evaristo Barrio y Sainz (Zaragoza, 1841-Burgos, 1924) fue un pintor español.

## Biografía
Ossorio y Bernard le hace natural de Burgos, si bien al parecer habría nacido en Zaragoza en 1841. Concurrió a la Exposición de Valladolid de 1871 con dos paisajes, que representaban respectivamente La salida y La puesta del sol, y a las celebradas en Madrid en 1876, 1878 y 1881 con los cuadros siguientes: Natural de Zaragoza, Calle de Fernán-González en Burgos, El primer encuentro, Devotos de la Virgen, Un banderillero cogiendo los palos y Aventureros jugando con un perro. También fueron de su mano dos cuadros en que se representa El claustro de la catedral de Burgos en uno, y El sepulcro del cardenal Don Fernando de la Puente en otro. Fue individuo corresponsal en Burgos de la Academia de San Fernando desde 1874. Falleció en Burgos en 1924.